# Суон-Тит
Суон-Тит (якут. Суон Тиит) — село в Момском районе Якутии России. Входит в состав Момского национального наслега.
Население — 90 чел. (2021) .

## География
Село расположено на северо-востоке региона. Расстояние до улусного центра и наслега — села Хонуу — 3 км..
Климат
Климат характеризуется как резко континентальный, с суровой продолжительной зимой. Абсолютный минимум температуры воздуха самого холодного месяца (января) составляет −67 °C; абсолютный максимум самого тёплого месяца (июля) — 37 °C. Среднегодовое количество атмосферных осадков составляет 150—200 мм. Снежный покров держится в течение 244 дней.

## История
Согласно Закону Республики Саха (Якутия) от 30 ноября 2004 года N 173-З N 353-III село вошло в образованное муниципальное образование Момский национальный наслег.

## Население
| 2002 | 2010 | 2021 |
| ---- | ---- | ---- |
| 154  | ↘131 | ↘90  |

По данным переписи 2002г отмечено якутов 92 %

## Инфраструктура
Бригада совхоза «Момский», ведущего традиционные отрасли хозяйства — оленеводство и промыслы (рыбный и пушной).